# ماندل (آلمان)
ماندل (به آلمانی: Mandel) یک شهر در آلمان است که در باد کرویتسناخ واقع شده‌است.